# Biol
Biol é uma comuna francesa na região administrativa de Auvérnia-Ródano-Alpes, no departamento de Isère. Estende-se por uma área de 15,51 km². Em 2010 a comuna tinha 1 477 habitantes (densidade: 95,2 hab./km²).